# Lapteva Island
Lapteva Island (englisch; bulgarisch остров Лаптева ostrow Laptewa) ist eine in nord-südlicher Ausrichtung 900 m lange und 880 m breite Insel 1 km vor der Nordküste der Anvers-Insel im Palmer-Archipel vor der Westküste der Antarktischen Halbinsel. Sie liegt 10,54 km nordöstlich des Quinton Point, 1,5 km westsüdwestlich der Lajarte-Inseln, 8,93 km westlich des Kap Grönland und 3,38 km westlich bis nördlich des Oberbauer Point.
Britische Wissenschaftler kartierten sie 1980. Die bulgarische Kommission für Antarktische Geographische Namen benannte sie 2013 nach der bulgarischen Geologin Gergana Laptewa, die ab 2006 in mehreren Kampagnen auf der St.-Kliment-Ohridski-Station tätig war.